# Simon Kollerup
Simon Monrad Kollerup (født 20. maj 1986 i Lildstrand) er en dansk cand.scient.pol. og tidligere minister. Han har siden 15. september 2011 har været medlem af Folketinget, valgt for Socialdemokratiet i Thistedkredsen (Nordjyllands Storkreds). Han har gjort sig bemærket som fødevareordfører med politisk ansvar for fødevarer, landbrug, fiskeri og dyrevelfærd. Simon Kollerup var fra 2019 til 2022 erhvervsminister og også den yngste minister i Regeringen Mette Frederiksen I.

## Baggrund
Simon Kollerup blev student fra Thisted Gymnasium og HF-kursus i 2005 og kandidat i statskundskab fra Københavns Universitet i 2011. Han har arbejdet som studentermedhjælper i Udenrigsministeriet i forbindelse med COP15 2008-2010, som pressechef for Socialdemokraterne i København i 2009 og som konsulent for Københavns overborgmester Frank Jensen fra 2010 til 2011. Simon Kollerup er søn af 3F-regionskonsulent Karsten Kollerup og social- og sundhedshjælper Ulla Mortensen.

## Politisk karriere
Han begyndte sin politiske karriere som formand for DSU Thy/Mors i 2002-2005. Efter studentereksamen flyttede han til København for at studere statskundskab. Her blev han i 2008 næstformand og formand for Frit Forum i København 2009-2010. Samme år blev han første gang opstillet som kandidat til Folketinget. 2014-2018 var han bestyrelsesformand i Ungdomsringen.

## Kontroverser

### Boligsag
Den 8. februar 2015 fortalte Ekstra Bladet, at Simon Kollerup har modtaget et skattefrit tilskud på 30.218 kroner årligt til dobbelt husførelse, fordi han havde en af Folketingets lejligheder i Tordenskjoldsgade i det centrale København samtidig med et hus i Thy. Ifølge Ekstra Bladet boede Kollerup imidlertid reelt i kærestens ejerlejlighed på Christianshavn sammen med deres to fælles børn og var derfor ikke berettiget til Folketingets lejlighed og det tilskud, der fulgte med.
Kollerup sagde selv, at han havde overholdt alle regler, men opsagde efterfølgende folketingslejligheden og tilbagebetalte tilskuddet til dobbelt husførelse for det seneste år. Formanden for Folketingets Præsidium, Mogens Lykketoft, fandt denne afgørelse tilfredsstillende.